# Pelecopsis pavida
Pelecopsis pavida là một loài nhện trong họ Linyphiidae.
Loài này thuộc chi Pelecopsis. Pelecopsis pavida được Octavius Pickard-Cambridge miêu tả năm 1872.